# Arrondissement Montaigu
Montaigu is een voormalig arrondissement in het departement Vendée in de Franse regio Pays de la Loire. Het arrondissement werd op 17 februari 1800 gevormd en op 14 juni 1810 opgeheven. De zeven kantons werden bij de opheffing toegevoegd aan het arrondissement Napoléon dat later herbenoemd werd tot het huidige arrondissement La Roche-sur-Yon.

## Kantons
Het arrondissement was samengesteld uit de volgende kantons:
- kanton Les Essarts
- kanton Les Herbiers
- kanton Montaigu
- kanton Mortagne-sur-Sèvre
- kanton Le Poiré-sur-Vie
- kanton Rocheservière
- kanton Saint-Fulgent